# Перу (Небраска)
Перу (англ. Peru) — місто (англ. city) в США, в окрузі Немага штату Небраска. Населення — 648 осіб (2020).

## Географія
Перу розташований за координатами 40°28′43″ пн. ш. 95°43′53″ зх. д. / 40.47861° пн. ш. 95.73139° зх. д. (40.478502, -95.731382).  За даними Бюро перепису населення США в 2010 році місто мало площу 1,37 км², уся площа — суходіл.

## Демографія
Згідно з переписом 2010 року, у місті мешкало 865 осіб у 225 домогосподарствах у складі 99 родин. Густота населення становила 634 особи/км².  Було 285 помешкань (209/км²).
Расовий склад населення:
| - 91,8 % — білих - 4,3 % — чорних або афроамериканців - 0,9 % — корінних американців - 0,3 % — азіатів - 1,0 % — осіб інших рас |

До двох чи більше рас належало 1,6 %. Частка іспаномовних становила 3,4 % від усіх жителів.
За віковим діапазоном населення розподілялося таким чином: 11,6 % — особи молодші 18 років, 83,5 % — особи у віці 18—64 років, 4,9 % — особи у віці 65 років та старші. Медіана віку мешканця становила 21,4 року. На 100 осіб жіночої статі у місті припадало 119,0 чоловіків;  на 100 жінок у віці від 18 років та старших — 121,7 чоловіків також старших 18 років.
Середній дохід на одне домашнє господарство  становив 50 216 доларів США (медіана — 41 848), а середній дохід на одну сім'ю — 66 502 долари (медіана — 61 750). Медіана доходів становила 40 625 доларів для чоловіків та 26 818 доларів для жінок. За межею бідності перебувало 22,1 % осіб, у тому числі 11,5 % дітей у віці до 18 років та 0,0 % осіб у віці 65 років та старших.
Цивільне працевлаштоване населення становило 435 осіб. Основні галузі зайнятості: освіта, охорона здоров'я та соціальна допомога — 35,4 %, роздрібна торгівля — 17,0 %, мистецтво, розваги та відпочинок — 12,2 %.